# Клугино-Башкировка
Клу́гино-Башки́ровка (укр. Клугино-Башкирівка)— село,
Чугуевский городской совет, Харьковская область, Украина.
Код КОАТУУ — 6312090001. Население по переписи 2001 года составляет 738 (323/415 м/ж) человек.

## Географическое положение
Село Клугино-Башкировка находится на левом берегу реки Северский Донец,
ниже по течению на расстоянии в 3 км расположен пгт Малиновка,
на противоположном берегу — город Чугуев.
Через село проходит автомобильная дорога М-03.
К селу примыкает лесной массив (сосна).

## История
- 1693 — дата основания.
- С момента основания до ВОВ это были два отдельных села-предместья Чугуева: Клугиновка, расположенная севернее, и Башкировка, расположенная юго-восточнее.[1][2]
- В 1940 году, перед ВОВ, в Клугиновке был 171 двор и церковь; в Башкировке — 137 дворов и сельсовет.[5]
- После ВОВ сёла были административно объединены в одно — Клугино-Башкировку.
- Во время немецкой оккупации 1941-43 годов в селе из 360 домов осталось семь.

## Экономика
- Конструкторское бюро, филиал Харьковского конструкторского бюро по машиностроению им. А. А. Морозова.
- Военный городок «Башки́ровка», 92-я отдельная механизированная бригада

## Объекты социальной сферы

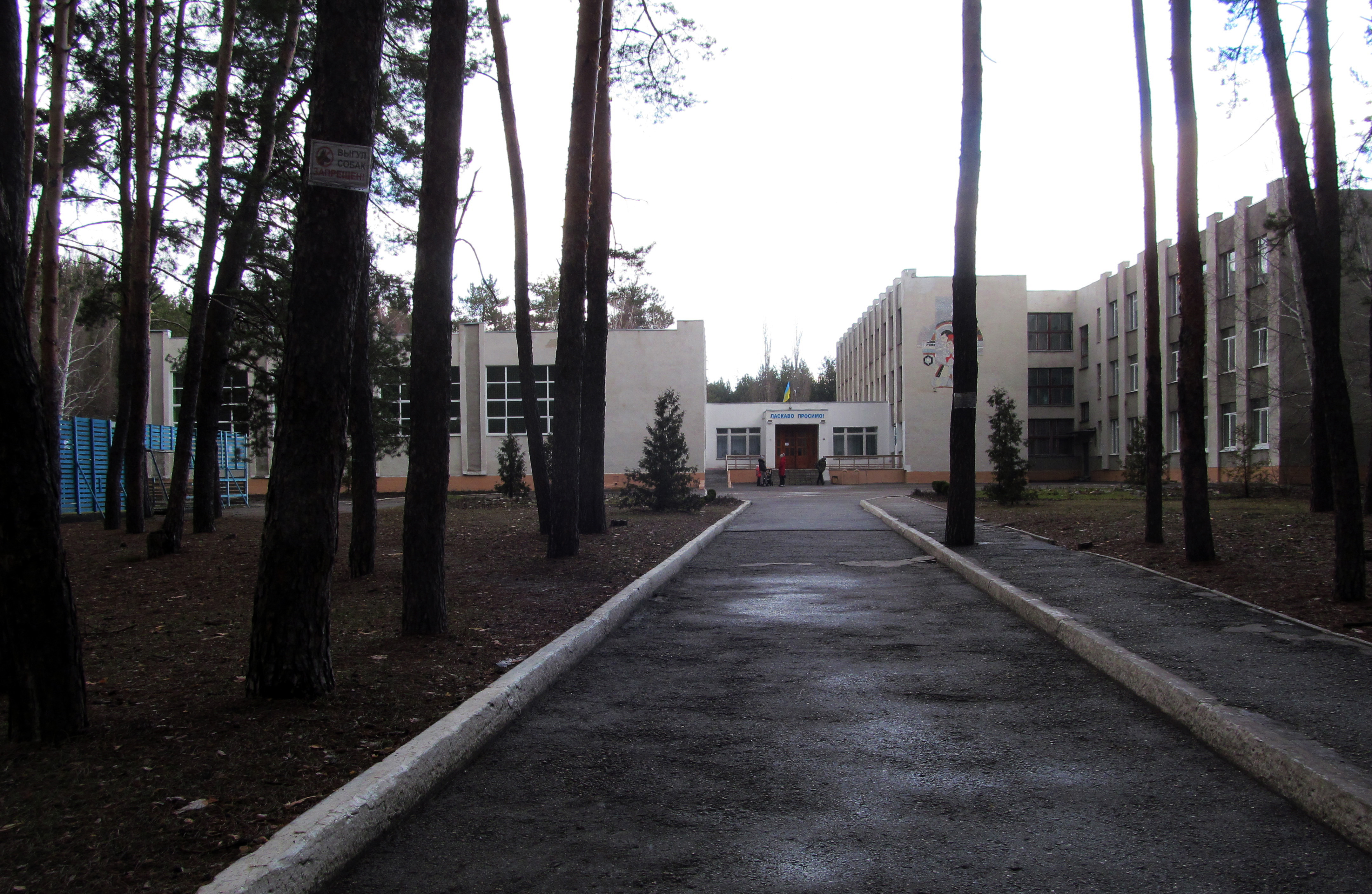
Школа

- Клугино-Башкировская школа, детский сад, магазины, кафе

## Достопримечательности
- Братская могила советских воинов.
- Танк-памятник на территории войсковой части.
- Памятный крест Царственным мученикам на территории Храма в честь Святых Царственных мучеников.

## Известные люди
- В селе родились Герои Советского Союза Александр Зинченко и Михаил Мягкий.

## Религия
- Храм в честь святых Царственных Мучеников.